# عدالت ترمیمی
عدالت ترمیمی روشی برای عدالت است که در آن یکی از پاسخ‌های مربوط به جرم، سازماندهی ملاقات بین قربانی و بزهکار، گاه با نمایندگان جامعه گسترده‌تر است. هدف این است که آنها تجربه خود را از آنچه اتفاق افتاده به اشتراک بگذارند، دربارهٔ اینکه چه کسی از این جنایت آسیب دیده‌است و چگونه، بحث کنند و برای آنچه مجرم می‌تواند برای ترمیم آسیب ناشی از جرم انجام دهد توافق کنند. این ممکن است شامل پرداخت پول داده شده از مجرم به قربانی، عذرخواهی و جبران خسارات دیگر و سایر اقدامات برای جبران خسارت به آسیب دیدگان و جلوگیری از آسیب رساندن مجرم در آینده باشد.
یک برنامه عدالت ترمیمی با هدف جلب مجرمان به بر عهده گرفتن مسئولیت اقدامات خود و درک صدمه ای که ایجاد کرده‌اند، به آنها فرصتی برای بازخرید و پشیمانی آن‌ها از ایجاد آسیب بیشتر می‌دهد. برای قربانیان، هدف این است که به آنها نقش فعالی در روند کار و کاهش احساس اضطراب و ناتوانی داشته باشد. عدالت ترمیمی براساس نظریه ای جایگزین روشهای سنتی عدالت پایه‌گذاری می‌شود که غالباً بر قصاص تمرکز می‌کنند. با این حال، برنامه‌های عدالت ترمیمی می‌توانند روش‌های سنتی را تکمیل کنند.
ارزیابی علمی عدالت ترمیمی مثبت است. بیشتر مطالعات نشان می‌دهد که این امر باعث می‌شود مجرمان کمتر جرم کنند. مطالعه ای در سال ۲۰۰۷ همچنین نشان داد که میزان رضایت مندی قربانیان و پاسخگویی مجرمان نسبت به روشهای سنتی اجرای عدالت بیشتر است. استفاده از آن از دهه ۱۹۹۰ رشد جهانی داشته‌است. عدالت ترمیمی الهام گرفته شده و بخشی از مطالعه گسترده‌تر شیوه‌های ترمیم است.

## تعریف
طبق نظر جان بریتوائیت، عدالت ترمیمی عبارت است از:
... روندی که در آن همه ذینفعانی که تحت تأثیر یک بی عدالتی قرار گرفته‌اند فرصت دارند دربارهٔ چگونگی تأثیر آنها بر بی عدالتی بحث کرده و تصمیم بگیرند که برای رفع آسیب‌ها چه باید کرد. در مورد جرم، عدالت ترمیمی این ایده را دارد که چون جرم آسیب می‌زند، عدالت باید التیام یابد. از این رو می‌توان گفت که گفتگو با کسانی که صدمه دیده‌اند و کسانی که آسیب رسانده‌اند باید در این روند اساسی باشد.
اگرچه ممکن است متخصصان حقوق در تسهیل روند عدالت ترمیمی نقش ثانوی داشته باشند، این شهروندان هستند که باید مسئولیت بهبودی دردهای ناشی از جرم را به عهده بگیرند. روند عدالت ترمیمی بدین ترتیب مسئولیت رسیدگی به جرم را منتقل می‌کند.
در سال ۲۰۱۴، کارولین بویز-واتسون از دانشگاه سافولک عدالت ترمیمی را چنین تعریف کرد:
... یک جنبش اجتماعی رو به رشد برای نهادینه کردن رویکردهای مسالمت آمیز برای آسیب رساندن، حل مسئله و نقض حقوق قانونی و انسانی. این موارد از دادگاه‌های صلح بین‌المللی مانند کمیسیون حقیقت و آشتی آفریقای جنوبی گرفته تا نوآوری در سیستم‌های قضایی کیفری و اطفال، مدارس، خدمات اجتماعی و جوامع است. قطعنامه‌های ترمیم به جای امتیاز دادن به قانون، متخصصان و دولت، سعی در درگیر کردن افراد آسیب دیده، افراد خاطی و جوامع آسیب دیده آنها، در جستجوی راه حل‌هایی برای ترمیم، آشتی و بازسازی روابط می‌کند. عدالت ترمیمی به دنبال ایجاد مشارکت برای برقراری مجدد مسئولیت متقابل در قبال پاسخ‌های سازنده به تخلفات در جوامع ما است. رویکردهای ترمیمی از طریق فرایندهایی که ایمنی و عزت همه را حفظ می‌کند، به دنبال رویکرد متعادل به نیازهای قربانی، فرد خاطی و جامعه هستند.

### تفاوت از رویکردهای دیگر
به گفته هوارد زهر، عدالت ترمیمی با عدالت کیفری سنتی از نظر سوالات راهنمایانه ای که می‌پرسد متفاوت است.
در عدالت ترمیمی، سوالات عبارتند از:
1. چه کسی آسیب دیده‌است؟
2. نیازهای آنها چیست؟
3. این از تعهدات کیست؟
4. علل چیست؟
5. چه کسی در این وضعیت سهیم است؟
6. فرایند مناسب برای مشارکت ذینفعان در تلاش برای رسیدگی به علل و اصلاح امور چیست؟

در مقابل، عدالت کیفری سنتی می‌پرسد:
1. چه قوانینی شکسته شده‌است؟
2. کی اینکار رو کرد؟
3. مجرم(ها) لیاقت چه چیزی را دارد؟

عدالت ترمیمی همچنین با روند قانونی اختلاف یا دادخواست‌های مدنی متفاوت است.
همان‌طور که بریتوائیت می‌نویسد، «دادگاه حل اختلاف و عدالت ترمیمی از نظر فلسفی فاصله بسیاری دارند». چرا که مورد اول می‌خواهد فقط به موضوعات قانونی مرتبط بپردازد و از حقوق هر دو طرف محافظت کند، عدالت ترمیمی به «گسترش موضوعات فراتر از موضوعاتی که از نظر قانونی مربوط هستند، به ویژه در روابط اساسی» کمک می‌کند.